# Pseudothelphusa
Pseudothelphusa is een geslacht van kreeftachtigen uit de klasse van de Malacostraca (hogere kreeftachtigen).

## Soorten
- Pseudothelphusa (Pseudothelphusa) lamellifrons
- Pseudothelphusa americana Saussure, 1857
- Pseudothelphusa belliana Rathbun, 1898
- Pseudothelphusa conradi Nobili, 1897
- Pseudothelphusa digueti Rathbun, 1905
- Pseudothelphusa dilatata Rathbun, 1898
- Pseudothelphusa doenitzi Bott, 1968
- Pseudothelphusa dugesi Rathbun, 1893
- Pseudothelphusa galloi Álvarez & Villalobos, 1990
- Pseudothelphusa granatensis Rodríguez & Smalley, 1972
- Pseudothelphusa hoffmannae Álvarez & Villalobos, 1996
- Pseudothelphusa jouyi Rathbun, 1893
- Pseudothelphusa leiophrys Rodríguez & Smalley, 1972
- Pseudothelphusa lophophallus Rodríguez & Smalley, 1972
- Pseudothelphusa mexicana Álvarez-Noguera, 1987
- Pseudothelphusa montana Rathbun, 1898
- Pseudothelphusa morelosis Pretzmann, 1968
- Pseudothelphusa nayaritae Álvarez & Villalobos, 1994
- Pseudothelphusa nelsoni Rathbun, 1905
- Pseudothelphusa parabelliana Álvarez, 1989
- Pseudothelphusa pecki (Smalley & Adkinson, 1984)
- Pseudothelphusa peyotensis Rodríguez & Smalley, 1972
- Pseudothelphusa punctarenas Hobbs, 1991
- Pseudothelphusa rechingeri Pretzmann, 1965
- Pseudothelphusa seiferti Hobbs, 1980
- Pseudothelphusa septemtrionalis Pretzmann, 1968
- Pseudothelphusa sonorae Rodríguez & Smalley, 1972
- Pseudothelphusa sulcifrons Rathbun, 1898
- Pseudothelphusa terrestris Rathbun, 1893
- Pseudothelphusa zongolicae Álvarez, Villalobos & Moreno, 2012